# Fernando Santos
Fernando Manuel Fernandes da Costa Santos (* 10. října 1954 Lisabon) je portugalský fotbalový trenér, který od ledna 2023 vedl polskou reprezentaci, a bývalý profesionální fotbalista.

## Hráčská kariéra
Je odchovancem klubu Benfica Lisabon, jako obránce hrál portugalskou nejvyšší soutěž za GD Estoril Praia a CS Marítimo. Na lisabonské polytechnice získal titul inženýra v oboru elektro.

## Trenérská kariéra
Od roku 1987 působí jako fotbalový trenér. FC Porto dovedl k titulu mistra Portugalska v roce 1999 a k vítězství v Taça de Portugal 2000 a 2001. S AEK Athény vyhrál řecký fotbalový pohár v roce 2002, s PAOK FC se stal v roce 2010 řeckým vicemistrem.

### Řecká reprezentace
V letech 2010–2014 vedl řeckou reprezentaci, největším úspěchem bylo čtvrtfinále mistrovství Evropy ve fotbale 2012 a osmifinále mistrovství světa ve fotbale 2014.

### Portugalská reprezentace
Od roku 2014 do roku 2022 byl trenérem portugalské reprezentace, s níž získal v roce 2016 titul mistra Evropy. Portugalci pod jeho vedením skončili také třetí na Konfederačním poháru FIFA 2017 a kvalifikovali se na mistrovství světa ve fotbale 2018. U reprezentace skončil po mistrovství světa 2022 po nečekané čtvrtfinálové prohře 0:1 s Marokem.

### Polská reprezentace
Na konci ledna 2023 se stal trenérem polské reprezentace, kde nahradil Czeslawa Michniewicze, jenž na mistrovství světa v Kataru dovedl tým kolem Roberta Lewandowského do osmifinále.

## Ocenění
Santos získal Cenu Alfa Ramseyho pro evropského trenéra roku 2016. Je rovněž nositelem portugalského vyznamenání Ordem do Mérito.